# Indonézia űrkutatása
Indonéz űrprogram. Az indiai űrprogram sikere pozitívan hatott az Indonéz kormány távközlési fejlesztésére. Műholdjaikat megrendelésre készítették, a bérelt hordozóeszközök emelték szolgálati magasságba. Az ország egyes területeinek összekötése meggyorsította az ország modernizálását.

## Történelme
1963. november 27-én az önálló űrkutatási (rakétakutatási) program összevonásával az indonéz kormánymegalapította űrkutatási hivatalát – Nemzeti Légügyi és Űrhajózási Hivatal (LAPAN) (indonéz: Lembaga Penerbangan dan Antariksa Nasional; angolul: National Institute of Aeronautics and Space). A hivatal felelős a hosszú távú polgári- és katonai űrrepülés fejlesztéséért, kutatásáért- és működtetéséért. Koordinálja a világűrben folytatott tevékenységeket, összefogja a tudományos (egyetemi, intézeti háttér) és az ipari szereplőket, szolgáltatókat. Az űrkutatás fejlesztése érdekében több nemzeti- és nemzetközi (NASA, ESA) együttműködési szerződést kötött.

## Műholdak
- Palapa–A1 (kókuszdiófajta) a távközlési műholdprogram első eleme, Indonézia első műholdja. A fejlődő országok közül az első, aki bevezette a modern távközlési technológiát.
- LAPAN-TubSat egy térhatású térképészeti teszt műhold. A műholdas földi állomás legfontosabb műszereit, a nagy érzékenységű, szuper kiszajú mikrohullámú erősítőket és a különleges minőségű, számítógéppel is vezérelhető képvevő berendezést magyar mérnökök tervezték és építették meg.

## Rakéták
2012-re a Biak-szigeten befejezték az önálló űrkutatás létesítmények, és a kapcsolódó infrastruktúra kialakítását. Kialakult a hordozórakéták minőségfejlesztési tevékenysége a tervezés, a tesztelés és a sorozat gyártás. Rakétafejlesztés során létrehozták a szilárd- és a folyékony hajtóanyagú típusokat (Lapan Expedition Morotai). Befejeződött a szükséges rakéta motorok fejlesztése, tesztelése, megkezdődött a gyártási folyamat. A hazai űripar tudományos hátterével kifejlőd a miniatürizált technológia, lehetővé téve a felbocsátható tömegarány jelentős csökkentését. Az egyenlítő síkjába eső indítóbázisról nyolcszor olcsóbban lehet pályára állítani űreszközt, mint a Bajkonuri űrrepülőtér indítóállomásról.